# Excatedral de Santa Mónica (Cairns)
La Antigua catedral de Santa Mónica (en inglés: St Monica's Old Cathedral) es una catedral y edificio protegido en Minnie Street, Cairns, Cairns, Queensland, Australia. Fue diseñada por Lawrence y Lordan y fue construido en 1927 por Michael Garvey. También es conocida como la catedral de Santa Mónica o la iglesia y escuela de Santa Mónica. Fue introducida en el Registro de Patrimonio de Queensland el 1 de julio de 1997. Pertenece a la diócesis de Cairns.
La Antigua catedral de Santa Mónica fue erigido en 1927 como la Iglesia y Escuela de Santa Mónica , en sustitución de una iglesia anterior y la escuela destruida por el ciclón del 9 de febrero de 1927.
Cairns se estableció en octubre de 1876, como un punto para dar servicio a los yacimientos de oro de Hodgkinson. En el mismo año la zona de Cardwell al cabo York fue separada de la diócesis católica de Brisbane (Archidioecesis Brisbanensis) como la Pro-Vicaría de North Queensland.
En julio de 1968 la nueva catedral conmemorativa de Santa Mónica fue abierta, y la ex catedral de Santa Mónica dejó de funcionar como una iglesia. A finales de 1960 y principios de 1970 la escuela de San Mónica se convirtió exclusivamente en la escuela secundaria para niñas. Los nuevos edificios escolares fueron erigidos frente de la calle lake y el nivel más bajo de la catedral vieja de Santa Mónica, anteriormente el colegio de monjas, que fue reformado para oficinas diocesanas y parroquiales.